# Бушнов, Михаил Ильич
Михаи́л Ильи́ч Бушно́в (21 октября 1923 — 12 июня 2014) — советский и российский актёр, театральный режиссёр, педагог, общественный деятель. Народный артист СССР (1985). Лауреат Государственной премии РСФСР им. К. С. Станиславского (1976).

## Биография
Родился 21 октября 1923 года в Ростове-на-Дону в семье служащих.
В конце 1942 года был призван в РККА, прошёл войну. Подвиг народа
С июля по октябрь 1945 года служил в ансамбле 37-й Армии, с октября 1945 по октябрь 1946 года — солист ансамбля 10-й механизированной армии. Был демобилизован в 1947 году.
В 1951 году окончил Высшее театральное училище имени Б. В. Щукина (ныне Театральный институт имени Бориса Щукина) в Москве. Учился у В. К. Львовой и Л. М. Шихматова.
В 1951—1957 годах — актёр Ростовского театра Комедии, в 1957—1962 — Ростовского молодёжного театра драмы им. Ленинского комсомола, созданного на базе театра Комедии (ныне Ростовский областной академический молодёжный театр).
С 1962 года — актёр и режиссёр Ростовский театр драмы имени М. Горького. За почти полувековую работу в театре создал около 200 ролей в спектаклях классического и советского репертуара. Поставил немало спектаклей как режиссёр.
Многие годы был членом художественного Совета театра.
С 1961 года занимался педагогической деятельностью, преподавал в Ростовском театральном училище. С 1968 года преподавал мастерство актёра в высших учебных заведениях. Выпустил пять актёрских курсов. С 1998 года — профессор кафедры художественно-творческих дисциплин филиала Санкт-Петербургского университета культуры и искусств (ныне Санкт-Петербургский государственный институт культуры) в Ростове. Среди его учеников: А. Л. Кайдановский, Н. Е. Сорокин, Г. Г. Стародубцева, А. Ф. Олешня, С. П. Лозовенко Н. Н. Гординская, Е. П. Кирчак, известная писательница Ирина Полянская.
Автор статей в журнале «Театральная жизнь», в местной прессе.
С 1953 года — член Всероссийского театрального общества, с 1983 по 2011 — председатель его Ростовского отделения. С 1969 года — член правления, с 1981 — член президиума, с 1986 — секретарь и член бюро секретариата, с 1991 — член правления Всероссийского театрального общества (ныне Союз театральных деятелей Российской Федерации).
Член КПСС с 1959 года. Несколько созывов был депутатом Законодательного собрания Ростовской области. Член городского и областного Советов по культуре.

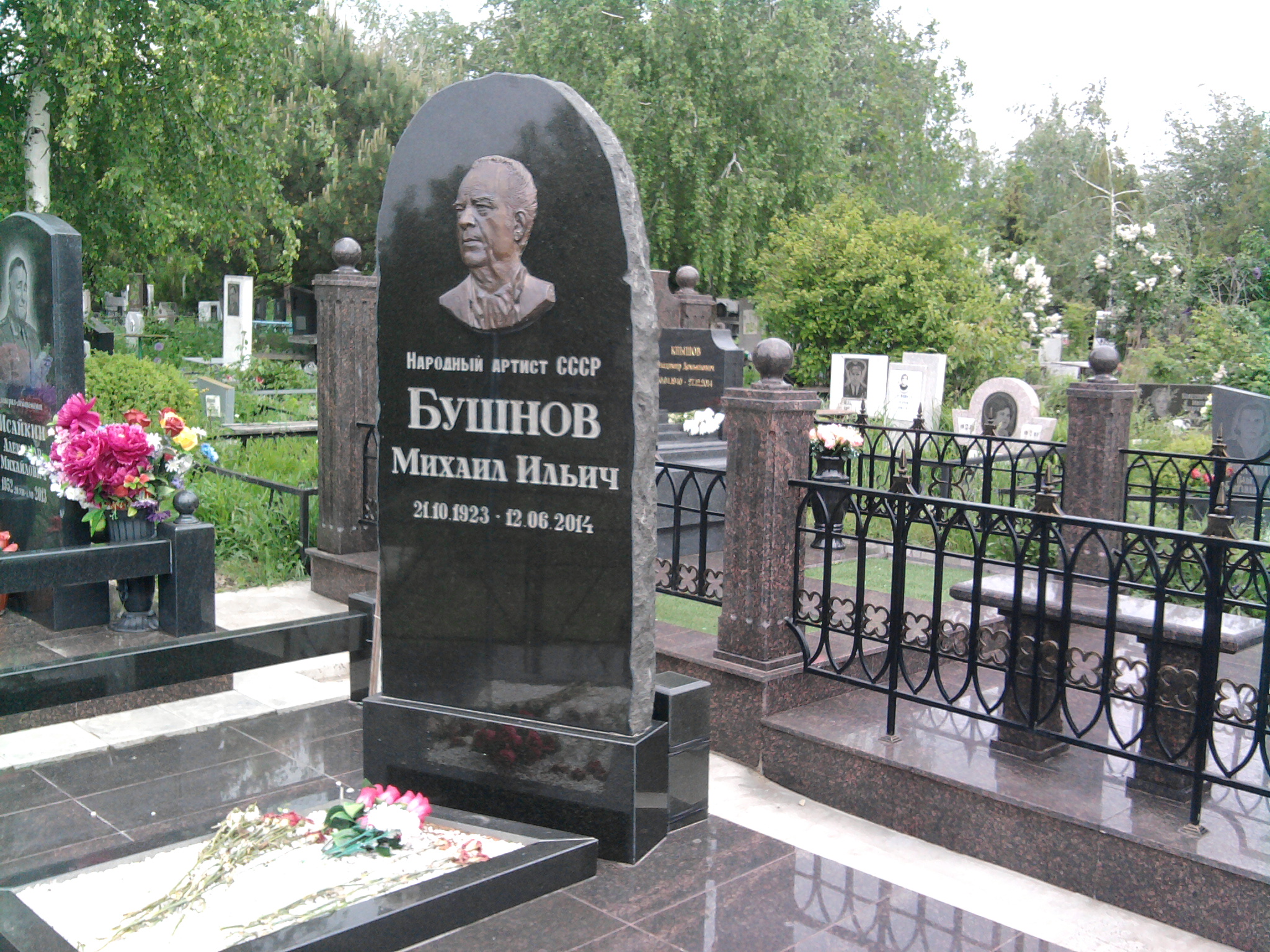
Памятник на могиле Бушнова М. И.

Памятная доска в Ростове-на-Дону

Умер 12 июня 2014 года в Ростове-на-Дону. Похоронен на Северном кладбище.

### Семья
- Отец — Бушнов Илья Николаевич (род. 1892)
- Мать — Волкова Елизавета Сергеевна (род. 1898)
- Супруга — Бушнова (Стародубцева) Галина Георгиевна (род. 1954), актриса Ростовского театра драмы им. М. Горького, заслуженная артистка Российской Федерации
  - Сын — Бушнов Максим Михайлович (род. 1978)
- Сын — Бушнов Александр Михайлович (род. 1958)

## Политическая позиция
В марте 2014 года Бушнов поддержал аннексию Крыма, подписал письмо президенту России Владимиру Путину в поддержку аннексии.

## Творчество

### Роли в театре
Ростовский театр драмы им. М. Горького

избранное 1965—2011 гг.
- «Цыган» А. В. Калинина — Будулай
- «Царь Фёдор Иоаннович» А. Н. Толстого — царь Фёдор Иоаннович
- «Ночные забавы» В. И. Мережко — Александр Григорьевич Андрющенко, саксофонист
- «Дети солнца» М. Горького — Протасов
- «Тихий Дон» по М. А. Шолохову — Прохор Зыков
- «Я пришёл дать вам волю» по В. М. Шукшину — Стырь
- «Аэропорт» по А. Хейли — Мел Бейкерсфельд
- «Горько» М. М. Зощенко — отец Катерины
- «Горячее сердце» А. Н. Островского — Градобоев
- «Скрипач на крыше» Шолом-Алейхема — Тевье-молочник[3]
- «Маленькие трагедии» А. С. Пушкина — Барон
- «Бесы» по Ф. М. Достоевскому — Степан Верховенский
- «Мсье Амилькар платит» И. Жаммиака — Амилькар
- «Поднятая целина» по М. А. Шолохову — дед Щукарь, Кондрат Майданников
- «Первая Конная» Вс. В. Вишневского — Боец в галифе
- «Чрезвычайный посол» братьев Тур
- «Плутни Скапена» Мольера — Жеронт
- «Борис Годунов» А. С. Пушкина — Шуйский
- «Кабала святош» М. А. Булгакова — Мольер
- «Интердевочка» по В. В. Кунину — Николай Платонович Зайцев, отец Тани
- «Загнанная лошадь» Ф. Саган — сэр Генри Честерфильд
- «Князь Серебряный» по А. К. Толстому — Иван Грозный
- «Шестое июля» М. Ф. Шатрова — Ленин
- «Дальше… дальше… дальше!» М. Ф. Шатрова — Ленин
- «Продолжение» М. Ф. Шатрова — Женька Пантелеев
- «Король Лир, или всемирный театр дураков» У. Шекспира — граф Глостер
- «Американская комедия, или как бы нам пришить старушку» Д. Патрика — Сол Бозо
- «Милый лжец» Д. Килти — Бернард Шоу
- «Космонавты» И. Иларионова — Коста
- «Квартет» Р. Харвуда — Рейджинальд Пейджет
- «Очаровательный сон князя К.» по Ф. М. Достоевскому — князь К.
- «Вишнёвый сад» А. П. Чехова — Фирс
- «На всякого мудреца довольно простоты» А. Н. Островского — Крутицкий
- «Трудовой хлеб» А. Н. Островского — Корпелов
- «Дело Карамазовых» по Ф. М. Достоевскму — старец Зосима
- «1812-й год. Фельдмаршал Кутузов» В. А. Соловьёва — М. И. Кутузов
- «И один в поле воин» по Ю. П. Дольд- Михайлику — Генрих
- «Шестой этаж» А. Жери — Жонваль
- «Да, мир перевернулся» А. П. Папаяна — Оган
- «Мы так недолго живем» И. А. Касумова — Мамелади
- «Проводы белых ночей» В. Ф. Пановой — Герман
- «Коллеги» В. П. Аксёнова — Карпов
- «В день свадьбы» В. С. Розова — Василий
- «Полк идёт» по роману М. А. Шолохова Они сражались за Родину— Лопахин
- «Хитроумная влюбленная» Л. де Веги— Люсиндо
- «Традиционный сбор» В. С. Розова — Сергей Усов
- «В этом милом старом доме» А. Н. Арбузова — Гусятников
- «Лебединая песня» А. П. Чехова — Светловидов
- «Закон вечности» по Н. В. Думбадзе — Бачан Рамишвили
- «Ревизор» Н. В. Гоголя — Осип
- «Лиса и виноград» Г. Фигейредо — Эзоп
- «В тени виноградника» В. А. Мухарьямова по мотивам рассказа И. Зингера «Последняя любовь» — Гарри

### Фильмография
- 1991 — Непредвиденные визиты — Олег Эдуардович, театральный актёр, исполняющий роль Ленина
- 2000 — Ростов-папа — Самсон
- 2003 — Оперативный псевдоним — Леонид Порфирьевич, главврач
- 2005 — Атаман — адвокат Перельман

## Звания и награды
- Заслуженный артист РСФСР (15 июля 1968)
- Народный артист РСФСР (4 сентября 1974)
- Народный артист СССР (11 мая 1985)
- Государственная премия РСФСР имени К. С. Станиславского (1976)[3] — за исполнение роли Прохора Зыкова в спектакле «Тихий Дон» по М. А. Шолохову
- Орден «За заслуги перед Отечеством» IV степени (20 мая 2004)[6]
- Орден Отечественной войны 2-й степени (1985)
- Орден Дружбы народов (1981)
- Орден Красной Звезды (1944)
- Медаль «За боевые заслуги» (1944)
- Медаль «За победу над Германией в Великой Отечественной войне 1941-1945 гг.» (1945)
- Медаль «За доблестный труд. В ознаменование 100-летия со дня рождения Владимира Ильича Ленина» (1970)
- Медаль «Двадцать лет Победы в Великой Отечественной войне 1941—1945 гг.»
- Медаль «Тридцать лет Победы в Великой Отечественной войне 1941—1945 гг.»
- Медаль «Сорок лет Победы в Великой Отечественной войне 1941—1945 гг.»
- Медаль «50 лет Победы в Великой Отечественной войне 1941-1945 гг.»
- Медаль «60 лет Победы в Великой Отечественной войне 1941—1945 гг.»
- Медаль «65 лет Победы в Великой Отечественной войне 1941—1945 гг.»
- Медаль Жукова
- Медаль «50 лет Вооружённых Сил СССР»
- Медаль «60 лет Вооружённых Сил СССР»
- Медаль «70 лет Вооружённых Сил СССР»
- Орден «За заслуги перед Ростовской областью» (2013)
- Благодарность Министра культуры Российской Федерации (18 ноября 2003) — за многолетний плодотворный труд и большой вклад в развитие театральной культуры России, а также в связи с 80-летием со дня рождения[7]
- Премия «Золотая Маска» в номинации «За Честь и Достоинство» (2000)[8]
- «Человек года» в номинации «Актёр года» (Ростовский региональный фонд защиты прав творческой интеллигенции) (1998)
- «Лучший актёр России» — за исполнение роли Фирса в спектакле «Вишнёвый сад» А. П. Чехова (Межрегиональный театральный фестиваль им. Н. Х. Рыбакова, Тамбов) (2011)
- Серебряная медаль к 125-летию Союза театральных деятелей Российской Федерации.
- Почётный гражданин Ростова-на-Дону (1997).
- Почётный гражданин Ростовской области (19 июля 2012)[9].

## Память
- К 75-летию актёра в серии «Артисты Дона» вышла книга «Михаил Бушнов», посвященная его жизни и творчеству.